# Faculté de droit et de science politique (Bénin)
La faculté de droit et de science politique (Fadesp) est une composante de l'université d'Abomey-Calavi (UAC). Elle est une unité publique de formation et de recherche en droit. Elle est l'un des premiers instituts créés en même temps que l'Université du Dahomey  par le décret N°70-217/CP/MEN du 21 août 1970.

## Histoire
La faculté de droit et de science politique à vu le jour en même temps que l'Université du Dahomey par le décret N°70-217/CP/MEN du 21 août 1970 portant création et organisation de l’université et des enseignements supérieurs au Dahomey actuel Bénin. La Fadesp accueille et forme des étudiants en premier, deuxième et troisième cycles en sciences juridiques et les prépare aux métiers juridiques ou judiciaires,,,,.